# Římskokatolická farnost Olomouc – Chválkovice
Římskokatolická farnost Olomouc – Chválkovice je územní společenství římských katolíků s farním kostelem svaté Barbory v děkanátu Olomouc.

## Historie farnosti
První písemné zmínky o vsi pochází z let 1220 (Squalcowiz) a 1228 (Kwalkowiz). Tehdy patřila velehradskému klášteru, ale už roku 1287 ji získalo jako tzv. komorní statek olomoucké biskupství, jemuž patřila až do vzniku obecních samospráv roku 1850, kdy se osamostatnila.
Na místě dnešního kostela stávala kaple sv. Urbana, původně spravovaná premonstráty z konventu na Hradisku. Kaple utrpěla velké škody během švédského vpádu do Olomouce za třicetileté války. Kolem roku 1667 byla rozšířena o chrámovou loď a byla nově zasvěcena svaté Barboře. Roku 1690 k ní byla přistavěna věž s typickým, tzv. „hanáckým zastřešením“. Roku 1853 získala budova nové klenutí a krátce nato se stala farním kostelem nově vzniklé samostatné farnosti.

## Duchovní správci
Od července 2008 byl administrátorem excurrendo R. D. PhDr. Bedřich Přemysl Hanák. Od 1. 7. 2020 je administrátorem excurrendo ICLic. et Mgr. Stanislav Boguslaw SURMA, O.Praem.

## Bohoslužby
| Kostel        | Místo       | Bohoslužba (den)           | Hodina           | Poznámka     |
| ------------- | ----------- | -------------------------- | ---------------- | ------------ |
| svaté Barbory | Chválkovice | neděle úterý čtvrtek pátek | 8.00 17.00 18.00 | farní kostel |

## Aktivity farnosti
Od roku 2000 se farnost zapojila do akce tříkrálová sbírka, v roce 2017 se při ní vybralo 23 534 korun.